# Одна романтична ніч
Одна романтична ніч (англ. One Romantic Night) — американська комедійна мелодрама Пола Л. Стейна 1930 року.

## У ролях
- Ліліан Гіш — принцеса Олександра
- Род Ла Рок — принц Альберт
- Конрад Найджел — доктор Ніколас Галлер
- Марі Дресслер — принцеса Беатріс
- О.П. Геґґі — отець Бенедикт
- Едгар Нортон — полковник Вундерліх
- Біллі Беннетт — принцеса Симфороса
- Філіпп Де Лесі — принц Джордж
- Байрон Сейдж — принц Арсен